# La peste escarlata
La peste escarlata (The Scarlet Plague, por su título original en inglés) es una novela de ficción posapocalíptica escrita por Jack London y publicada originalmente en la revista London Magazine en 1912. En 2020 se señaló [cita requerida] que el libro fue profético del brote de coronavirus, especialmente dado que London lo escribió en un momento en que el mundo no estaba tan conectado por los viajes como lo estuvo posteriormente. 

## Resumen de la trama
La historia tiene lugar en 2073, sesenta años después de que una epidemia incontrolable, la Muerte Roja, haya asolado el planeta. James Smith es uno de los supervivientes de la era anterior al ataque de la peste escarlata y todavía sigue vivo en el área de San Francisco, viajando con sus nietos Edwin, Hoo-Hoo y Hare-Lip. Sus nietos son jóvenes y viven como cazadores-recolectores primitivos en un mundo muy despoblado. El intelecto de sus nietos es limitado, al igual que sus habilidades lingüísticas. Edwin le pide a Smith, a quien llaman «Granser», que les cuente sobre la enfermedad denominada alternativamente peste escarlata, muerte escarlata o muerte roja. 
Smith cuenta la historia de su vida antes de la peste, cuando era profesor de inglés. En 2013, un año después de que «la Junta de Magnates designara a Morgan Fifth como Presidente de los Estados Unidos», la enfermedad surgió y se propagó rápidamente. Las víctimas se volvían escarlatas, particularmente en la cara, y se les adormecían sus extremidades inferiores. Las víctimas generalmente morían en un plazo de 30 minutos tras aparecer los primeros síntomas. A pesar de la confianza del público en los médicos y los científicos, no se encontró ninguna cura, y aquellos que intentaron hacerlo también acabaron falleciendo por la enfermedad. Los nietos cuestionan la creencia de Smith en los «gérmenes» que causan la enfermedad porque no los pueden ver. 
Smith es testigo de su primera víctima de peste escarlata mientras da clases, cuando la cara de una joven se vuelve escarlata. La joven muere rápidamente y el pánico pronto invade el campus. Regresa a casa, pero su familia se niega a unirse a él porque temen que esté infectado. Pronto, una epidemia azota el área y los residentes comienzan a amotinarse y matarse entre sí. Smith se reúne con colegas en el edificio de química de su universidad, donde esperan a que el problema se resuelva. Pronto se dan cuenta de que deben mudarse a otro lugar por seguridad y comienzan a caminar hacia el norte. 
En breve, todo el grupo de Smith se extingue y él queda como el único superviviente. Vive solo tres años con la compañía de un poni y dos perros. Finalmente, su necesidad de interacción social lo obliga a regresar al área de San Francisco en busca de otras personas. Finalmente descubre que se ha creado una nueva sociedad con unos pocos supervivientes, que se han dividido en tribus. 
A Smith le preocupa ser el último en recordar los tiempos anteriores a la peste. Recuerda la calidad de la comida, las clases sociales, su trabajo y la tecnología. Cuando se da cuenta de que su tiempo se acorta, intenta impartir el valor del conocimiento y la sabiduría a sus nietos. Sin embargo, sus esfuerzos son en vano, ya que los niños ridiculizan sus recuerdos del pasado, que les suena totalmente increíble. 

## Historia de la publicación

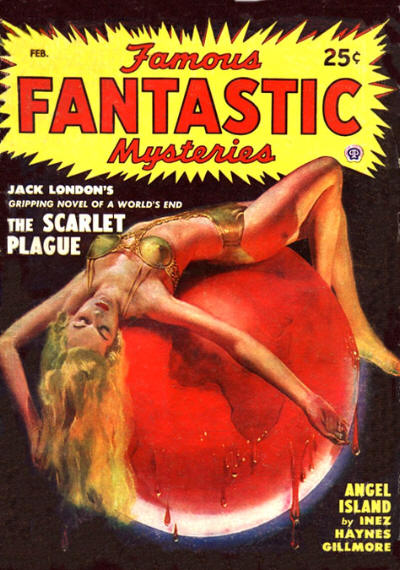
La peste escarlata fue reimpresa en la edición de febrero de 1949 de Famous Fantastic Mysteries

La peste escarlata fue escrita en 1910 pero no fue serializada hasta la edición de mayo-junio de 1912 de la revista Magazine London. Fue publicada como libro en 1915 por Macmillan. 
London publicó La peste escarlata en forma de libro en un punto de su carrera que los biógrafos y críticos han llamado un «declive profesional», desde septiembre de 1912 hasta mayo de 1916. En este período, dejó de escribir obras cortas y pasó a escribir obras más largas como The Abysmal Brute (1913), John Barleycorn (1913), The Mutiny of the Elsinore (1914), The Star Rover (1915), entre otras.
La peste escarlata fue reimpresa más tarde en la edición de febrero de 1949 de Famous Fantastic Mysteries.
Jack London se inspiró en parte en el cuento de 1842 de Edgar Allan Poe La máscara de la muerte roja. Tanto la historia de Poe como la de London pertenecen al género de ficción apocalíptica con una plaga universal que casi aniquila a la humanidad. Otros ejemplos incluyen El último hombre (1826) de Mary Shelley, Earth Abides (1949) de George R. Stewart, La amenaza de Andrómeda (1969) de Michael Crichton y The Stand (1978) de Stephen King.

## Ediciones en español
La peste escarlata. Madrid: Visor Libros. 2021. ISBN: 978-84-9895-602-3